# Ardachir II
Pour les articles homonymes, voir Ardachir et Ardachès.
Ardachir, Ardašir ou Ardashir II, surnommé « le Bienveillant » (en persan Nikukār), est un empereur sassanide d'Iran ayant régné de 379 à 383.

## Biographie
Ardachir II est un fils du roi Hormizd II. Pendant le règne de son frère cadet Chapour II, Ardachir II sert en tant que roi-gouverneur d'Adiabène vers 344/376 où il persécute les chrétiens. Après la mort de Shapur II, et à plus de 70 ans, les grands de l'empire le placent sur le trône persan. Rien n'est connu de son règne et il meurt ou est déposé par les nobles.